# 直接金融
直接金融（ちょくせつきんゆう、Direct finance）とは、金融の一形態で、自らが所有する資金を、受ける側へ直接的に供給（出資、融資など）する仕組みのこと。対義語は間接金融。

## 概要
直接金融の特色は、貸手と借手が直接に資金的つながりを持つことである。
※以下の特色はすべて原則である。
- 通常、資金の貸手と借手の間には仲介業者が入るが、仲介業者は取引手続代行により手数料を受け取るのみで、資金の流れには関与しない。
- 債券や株式の取引は直接金融である。
- 直接金融においては、債券や株式の価格が市場で決まることになる。そのため、市場の実勢を反映して資金が配分され経済が効率的になる。
- 借手の倒産などによるデフォルトや資本金消滅は貸手がすべての損失をこうむる。
- 不特定多数の貸手が借手の財務状況などを知ることが、市場の存立に欠かせないため、透明な情報公開が制度化されることが必須である。

## 各国の傾向
直接金融と間接金融のどちらが重要であるかは、国によって異なる。
エコノミストの河野龍太郎は「資金調達構造は、日本が間接金融中心なのに対し、アメリカは直接金融中心だとされている。多くの人は、こうした経済システムの違いに注目するが、一方を高く評価しているときには他方を低く評価する。しかし、時期によって好不調はあるが、日米ともに他国と比べれば経済はうまく機能している。一国経済の経済システムは、各国の経済事情によるため他国と異なるのは普通である。法律・税制など様々な制度に大きく依存している。経済システムは長期的に見るべきであり、不況期に『システムの問題』と安易にいうべきではない」と指摘している。
経済学者の高橋洋一は「多くの学者・行政当局者は、直接金融が大きい方が精力的に企業のニーズに対応できる金融システムと思っているようである。たしかに、金融システムと起業率には関係があり、直接金融の方が起業率が高いことが多い。日本で間接金融が優位なのは戦後一貫しており高度成長期でもそうであった。また、アメリカで直接金融が優位なのも一貫している。ユーロ圏でも、直接金融が優位なイギリスと間接金融が優位なドイツでは、経済成長に大差はない。金融システムそのもの自体は、経済成長に影響を与えない」と指摘している。
2009年現在、日本では直接金融の比重が高まっている。